# 源頼弘
源 頼弘（みなもと の よりひろ）は、平安時代中期の武士・官人。美濃守源頼国の長男。官位は従五位下、讃岐守（『尊卑分脈』）。

## 経歴
『尊卑分脈』の記述によれば、小一条院（敦明親王）判官代や讃岐守などを務め従五位下に昇ったが、その後出家し三井寺に住した後に入寂したとされる。そのほかの事跡については不明。
子孫は中級の官人として数代に渡って続き、平安末期に京武者として活動した源時光やその子孫で僧となった円勝寺の都維那良曉や成勝寺の寺主観曉などがあった。
戦国時代の蜂須賀氏は、頼弘の子孫と自称した。